# Ludwig Kohl (Maler)

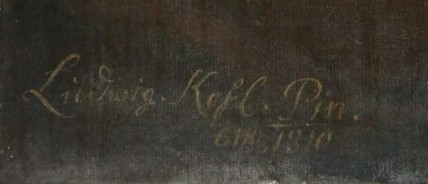
Signatur

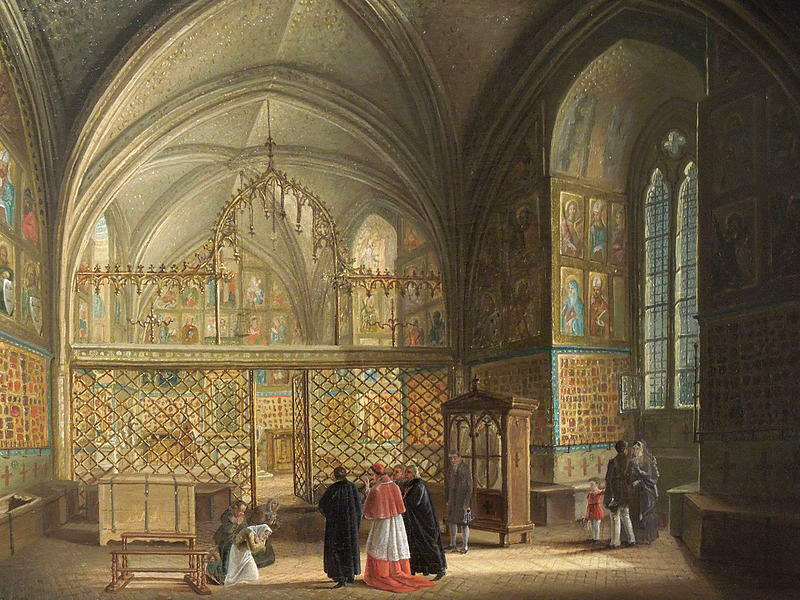
Heilig-Kreuz-Kapelle auf Burg Karlstein

Ludwig Kohl (* 14. April 1746 in Prag; † 18. Juni 1821 ebenda) war ein tschechisch-österreichischer Maler, Zeichner und Radierer.
Ludwig Kohl war ein Sohn des Kupferstechers Anton Kohl und Enkel des Bildhauers Hieronymus Kohl. Er absolvierte das Piaristen-Gymnasium auf der Prager Kleinseite, wo er Schüler von Gelasius Dobner war. Gleichzeitig lernte er privat Malerei bei Norbert Grund. Er wurde der erste Kunstlehrer seines um acht Jahre jüngeren Bruder Clemens Kohl (1754–1807). Ab 1766 setzte er sein Studium an der Wiener Kunstakademie bei Jacob Matthias Schmutzer fort und wurde 1769 ordentliches Mitglied der Akademie. 1770 kehrte er nach Prag zurück, von 1775 bis zu seinem Tode unterrichtete er dort an der k. k. Haupt-Normalschule Zeichnen und übte einen Einfluss auf die junge Malergeneration aus. 1818 wurde er mit der großen goldenen Zivilverdienstmedaille ausgezeichnet.
Im Kohls Schaffen sind zwei unterschiedliche Perioden zu unterscheiden: Zunächst sind bei ihm die letzten Einflüsse des Barocks zu beobachten, später die des Wiener Klassizismus.
Ludwig Kohl malte und zeichnete hauptsächlich Außen- und Innenansichten bestehender oder erdachter Monumentalbauten. Oft half ihm sein Bruder Clemens seine Vorlagen in Kupferstiche umzuwandeln. Er malte auch Bilder mit historischen und sakralen Themen.
Bemerkenswert sind seine Vorschläge für die Fertigstellung des Veitsdoms auf der Prager Burg.